# Castiglione delle Stiviere
Castiglione delle Stiviere é uma comuna italiana da região da Lombardia, província de Mântua, com cerca de 18.428 habitantes. Estende-se por uma área de 42 km², tendo uma densidade populacional de 439 hab/km². Faz fronteira com Calcinato (BS), Carpenedolo (BS), Castel Goffredo, Lonato (BS), Medole, Montichiari (BS), Solferino.

## Demografia
| Variação demográfica do município entre 1861 e 2011                               |
|                                                                                   |
| Fonte: Istituto Nazionale di Statistica (ISTAT) - Elaboração gráfica da Wikipedia |